# Ernst Raupach
Ernst Benjamin Salomo Raupach, né le 21 mai 1784 à Straupitz, près de Liegnitz en province de Silésie, et mort le 18 mars 1852 à Berlin, est un dramaturge allemand.

## Biographie
Raupach naît dans la famille d'un pasteur de village. Il fait ses études au lycée (gymnasium) de Liegnitz et étudie la théologie à l'université de Halle. Il obtient une bourse pour Saint-Pétersbourg, où il prêche dans les églises luthériennes, pour les communautés allemandes de la capitale, et écrit ses premières tragédies. Il est nommé en 1817 professeur d'histoire et de littérature allemandes à la pension noble, prestigieux collège pétersbourgeois affilié à l'université et récemment ouvert. Il quitte Saint-Pétersbourg en 1822 dans une atmosphère de surveillance policière à l'encontre des Allemands et voyage en Italie. Il écrit en 1823 Hirsemeuzels Briefe aus und über Italien (Lettres d'Hirsemeuzel en provenance et à propos d'Italie). Il se rend ensuite à Weimar, mais il est reçu froidement par Goethe, et, abandonnant l'idée d'habiter dans cette ville, s'installe en 1824 à Berlin, où il passe le reste de sa vie. Il écrit pour la scène qui pendant vingt ans est sous son influence.

## Œuvre
Raupach écrit surtout des tragédies et des comédies. Appartiennent à la tragédie Les Princes Chavansky (1818), Le Cercle magique aimé (1824), Isidore et Olga (1826), Rafaele (1828), Le Trésor des Nibelungen (1834), L'École de la vie (1841), et, aux comédies, Les Contrebandiers (1828) et L'Esprit du temps (1830). Toutes rencontrent un grand succès.
Raupach écrit aussi des drames historiques, comme Les Hohenstaufen (1837-1838), cycle de quinze pièces inspiré de l'œuvre de Friedrich von Raumer; ou bien la trilogie de Cromwell (1841-1844).
Il est l'auteur en tout de plus de quatre-vingt pièces de théâtre, de lettres et de poèmes.